# Viseu (Pará)
Viseu é um município brasileiro do estado do Pará. Localiza-se a uma latitude 01º11'48" sul e a uma longitude 46º08'24" oeste, estando a uma altitude de 15 metros. A população estimada do município é de 62.093 habitantes em 2020. 

## História
Os franceses foram os primeiros europeus que chegaram na região da atual cidade de Viseu, após se estabeleceram no Maranhão no século 17.
O primeiro navegador que chegou às terras viseuenses foi o português Diogo Leite, em 1531, a mando de Martim Afonso de Sousa, que adentrou até a barra dos rios Gurupi e Turiaçu, comandando duas embarcações de nomes Princesa e Rosa, fato corroborado pelos historiadores Francisco Adolfo de Varnhagen (Visconde Porto Seguro) e Maurício Martins Meireles.
Diogo Leite deu seu nome a uma abra, que até hoje é objeto de discussões entre historiadores, que têm dúvidas sobre a localização desta abra: para alguns (como o Visconde de Porto Seguro) ela estaria na foz do rio Gurupi; para outros como Jaime Cortesão D’Avezac, ela seria localizada no rio Turiaçu. Discute-se, portanto, a localização da abra e não a chegada daquele navegador à foz do rio Gurupi ainda em 1531, já que eles são bastante plausíveis ao afirmar que ele de fato chegou às atuais terras do município de Viseu, portanto, 85 anos antes da fundação da cidade de Belém e 103 anos antes da fundação de Sousa do Caeté (atual Bragança, foi fundada em 1634).
Situado na zona do Gurupi, foi habitado primitivamente, pelos índios Tupinambás, Tremembés e Apotiangas. No século XIX, migraram para o Gurupi os índios Urubus-Kaapor, considerados uma nação bélica e violenta, tendo sido registrados numerosos conflitos envolvendo estes índios, os negros quilombolas da região e os brancos.
Os franceses começaram a se fixar no Maranhão por volta de 1594 e lá permaneceram até serem expulsos e saírem definitivamente em 3 de novembro de 1615, após serem cercados pelas tropas sob o comando de Alexandre de Moura. Antes, em 1613, o então Governador-Geral Gaspar de Sousa enviou para a região uma expedição sob o comando de Diogo de Campos, que convenceu Jerônimo de Albuquerque a construir um forte no rio Piriá para assim estabelecer alianças com os índios Tremembés.
Após a vitória dos portugueses na região, o Reino começou um processo de ocupação da região para evitar novas invasões. Assim, através da Carta Régia de 9 de fevereiro de 1622, a mando do rei da União Ibérica e Dinastia Filipina, Filipe III da Espanha, a Capitania do Gurupi foi doada ao administrador colonial português Gaspar de Sousa, a qual territória era do rio Caeté ao rio Turiaçu, tendo 20 léguas de fundo. Conforme o Instituto Histórico e Geográfico do Pará, a Carta Régia de Felipe III de 1622 dava a Gaspar de Sousa o legítimo direito de escolher um local/sítio da Capitania para que a beneficiasse e a fizesse povoar. No entanto, Gaspar de Sousa morreu antes de definir o local/sítio em que ele preferisse fixar a sua concessão.
Em 1624, um Alvará (de 19 de março de 1624) do rei Felipe III ordenou a Francisco Coelho de Carvalho (então Governador do Maranhão) que ele repartisse as terras do Maranhão aos povoadores e cultivadores que as quisessem.
O primeiro povoado na margem do rio Gurupi, que recebeu o nome de Vera Cruz, que só foi definitivamente fundado em abril de 1627, por ordens do administrador português Francisco Coelho de Carvalho, para ser um ponto de ligação entre Belém e São Luis. sendo composta de índios Apotiangas e pessoas que foram transferidas do Pará e Maranhão. Em 1655, o filósofo e padre português Antônio Vieira fundou no rio Gurupi, na povoação de Vera Cruz, a missão jesuíta de São João Batista, que ficou naquela região até 1672, quando foi transferida ao Caeté.
Em 1758, foram fundadas três freguesias na região do povoado de Vera Cruz, as quais ficavam onde atualmente é a cidade de Viseu, São José do Gurupi e São José do Piriá (fundada em 1751 pelo governador Francisco Xavier de Mendonça Furtado).
Vera Cruz foi fundada para ser um local de ligação entre Belém e São Luis, porém, devido o porto local ter ficado bastante raso, a povoação acabou sendo abandonada pelos governantes. Esse fato, ajudou na migração das pessoas de Vera Cruz para Sousa do Caeté.
Apesar de suas terras serem conhecidas desde 1531 e tendo recebida a visita de franceses e portugueses em 1613, a cidade de Viseu só foi definitivamente ocupada no século XVIII, tendo em 1758, sido fundada uma freguesia. Em 13/01/1781, foi oficializada a fundação da atual cidade de Viseu, conforme o ofício de 27 de janeiro de 1781, do Governador do Pará, José de Nápoles Tello de Menezes ao Ministro e Secretário de Estado, Martinho de Melo e Castro.
Em 2022, o então prefeito de Viseu, Isaías Oliveira Neto, foi cassado pelo Tribunal Regional Eleitoral do Pará (TRE/PA), sendo esta decisão confirmada pelo Tribunal Superior Eleitoral (TSE), que o afastou imediatamente da Prefeitura, tendo assumido interinamente o presidente da Câmara de Vereadores, Avelino Aventina Siqueira.

### Formação Administrativa
Em abril de 1627, foi fundado o primeiro povoado.
Em 1758, criado o distrito com a denominação de Viseu.
Em 1856, distrito foi elevado à categoria de villa (via Lei Provincial 301/1856, de 22 de dezembro), sendo desmembrada adminstrativamente da cidade de Bragança.
Em 1895, foi elevado à categoria de cidade (via Lei Estadual 324/1895, de 06 de julho).

## Características
A cidade de Viseu conta com 3 agências bancárias: Bradesco, BanPará e Banco do Brasil, além de uma lotérica. Possui 1 agência do INSS. Há 6 bairros na cidade: Centro, Mangueirão, Alto, Prainha, Piçarreira, Cidade Nova. Existe a região chamada APEVI, que algumas pessoas na cidade consideram como bairro mas isso não é oficial. O bairro maior e mais populoso é o Mangueirão, onde se encontra escolas, mercados, posto de saúde, sendo o mesmo bastante residencial. Há uma área de invasão adjacente a este bairro que ainda carece de uma boa infraestrutura.
A cidade conta com hotéis, restaurantes, supermercados, hospitais, feira, igrejas de diversas religiões. Infelizmente, o patrimônio histórico da cidade não é preservado da forma como deveria, sendo muitas construções antigas simplesmente jogadas ao chão sem que o poder público municipal interfira para manter e preservar estas construções históricas que muito contam sobre a história da cidade de Viseu. Os exemplos dessa falta de preservação são a antiga Igreja de São Sebastião, o antigo coreto da praça da Matriz, a antiga prefeitura que foi construída entre as décadas de 1950/1960 e diversos casarões antigos.
A cidade pode ser acessada tanto pelo transporte aéreo, pois há um capo de aviação próximo da comunidade de Caetecoeira, quanto por barcos. Mas o meio mais usado é o rodoviário. Para isso, pode-se usar a PA-102, a BR-308, sendo esta última a principal. Há praças como a praça da Matriz, praça da Prefeitura, praça da escola Mariano Antunes, praça do Hospital das Bem-Aventuranças, praça São Benedito, praça Madre Zariffe.
Também há a Vila Nazaré conhecida como vila do km 74 que faz parte de Viseu. É onde se encontra algumas madeireiras da região. Com duas Escolas, Correio, Posto Médico, CRÁS, ADEPARÁ e a belíssima igreja de São Benedito, um dos fundadores da Vila ainda vivo, o " Sr Alves" Patrono da Família Alves.

## Clima
| Dados climatológicos para Viseu Pará | Dados climatológicos para Viseu Pará | Dados climatológicos para Viseu Pará | Dados climatológicos para Viseu Pará | Dados climatológicos para Viseu Pará | Dados climatológicos para Viseu Pará | Dados climatológicos para Viseu Pará | Dados climatológicos para Viseu Pará | Dados climatológicos para Viseu Pará | Dados climatológicos para Viseu Pará | Dados climatológicos para Viseu Pará | Dados climatológicos para Viseu Pará | Dados climatológicos para Viseu Pará | Dados climatológicos para Viseu Pará |
| Mês                                  | Jan                                  | Fev                                  | Mar                                  | Abr                                  | Mai                                  | Jun                                  | Jul                                  | Ago                                  | Set                                  | Out                                  | Nov                                  | Dez                                  |                                      |
| ------------------------------------ | ------------------------------------ | ------------------------------------ | ------------------------------------ | ------------------------------------ | ------------------------------------ | ------------------------------------ | ------------------------------------ | ------------------------------------ | ------------------------------------ | ------------------------------------ | ------------------------------------ | ------------------------------------ | ------------------------------------ |
| Temperatura máxima média (°C)        | 29,9                                 | 28,7                                 | 29,8                                 | 30,3                                 | 30,6                                 | 30,6                                 | 31,0                                 | 31,5                                 | 32,0                                 | 32,3                                 | 32,2                                 | 31,0                                 |                                      |
| Temperatura média (°C)               | 26,2                                 | 25,7                                 | 26,3                                 | 26,0                                 | 26,3                                 | 26,2                                 | 26,5                                 | 26,8                                 | 27,1                                 | 27,3                                 | 27,5                                 | 26,7                                 |                                      |
| Temperatura mínima média (°C)        | 22,6                                 | 22,7                                 | 22,8                                 | 21,7                                 | 22,1                                 | 21,9                                 | 22,1                                 | 22,2                                 | 22,2                                 | 22,4                                 | 22,8                                 | 22,4                                 |                                      |
| Precipitação (mm)                    | 182                                  | 312                                  | 431                                  | 376                                  | 296                                  | 222                                  | 159                                  | 65                                   | 13                                   | 5                                    | 8                                    | 50                                   |                                      |
| Fonte: Climate Data.                 |                                      |                                      |                                      |                                      |                                      |                                      |                                      |                                      |                                      |                                      |                                      |                                      |                                      |

Tem clima equatorial Amazônico. De acordo com a Köppen e Geiger a classificação do clima é Aw. A temperatura média anual em Viseu é 26.5 °C. Pluviosidade média anual de 2119 mm.

## Hino do município
Letra: Adriano Fernandes Gonçalves
Musica: Maestro Aniceto Cirino da Silva
| I Trazes contigo Viseu, A origem varonil, O sangue bravo da terra, Dos maiores do Brasil II No verde das tuas matas, Na imensidão do Gurupi, No canto dos teus pássaros, O futuro nos sorrir | III Na galhardia da tua gente, A expressão juvenil, Tudo nos faz confiar, Na grandeza do Brasil IV Invocando nossos maiores, Cantamos a nossa história, Certos de que um dia, Viseu terá sua Gloria. |
| --- | --- |

## Povoados
- Vila Cardoso
- Limondeua
- Chapada
- Biteua
- Bacuri
- Piquiateua
- Fernandes Belo
- Açaiteua
- Laguinho

## Pontos turísticos
- Mirante Dom Carlos Verzeletti